# Phyllidiella rosans
Pour les articles homonymes, voir Rosans (homonymie).
Phyllidie rose
Espèce
Synonymes
- Phyllidia bourgini, Risbec, 1928
- Phyllidia nigra, Pease, 1868
- Phyllidia rosans, Bergh, 1873 (nom originel)
- Phyllidia soria, Er. Marcus & Ev. Marcus, 1970

La phyllidie rose (Phyllidiella rosans) est une espèce de nudibranche de la  famille des Phyllidies.

## Description
Cette limace de mer a le corps noir (y compris les rhinophores), alternant avec des crêtes longitudinales rose ou mauve, rectilignes ou circulaires, constituées de tubercules réguliers donnant un aspect continu à l'ensemble. Les crêtes sont de teinte rosâtre, mais sous l'eau sans éclairage ces crêtes peuvent apparaître vertes. Le corps est allongé et limaciforme, et elle mesure entre 2 et 5 cm.
Les rhinophores sont lamellés, rétractiles et de teinte noire avec une base rosâtre.
Le dessous du pied est gris clair avec de petits points gris foncé.
Elle peut être confondue avec Phyllidiopsis sinaiensis ou Phyllidiella meandrina, dont les motifs roses sont cependant moins linéaires. 

## Distribution
Cette espèce se rencontre dans la zone tropicale Indo/Ouest-Pacifique, jusqu'en Polynésie.

## Habitat
Son habitat correspond à la zone récifale externe ainsi que sur les platiers jusqu'à 40 m de profondeur.

## Éthologie
Cette Phyllidie est benthique et diurne.

## Alimentation
Phyllidiella rosans se nourrit exclusivement d'éponges.